# Кордафф
Кордафф (англ. Corduff; ирл. An Chorr Dhubh) — пригород в Ирландии, находится в графстве Фингал (провинция Ленстер).

## Образование
- Средняя и старшая школа имени Святого Патрика;
- Колледж Риверсдейл;
- Технологический институт Бланчардстауна.

## Транспорт
Кордафф связан с центром Дублина маршрутами 38/A/B/C, 220 и 238 автобусной компании Dublin Bus. Пригород находится в десяти минутах ходьбы от посёлка Бланчардстаун и от пригорода Дамастаун.